# Giulia De Nardi
Giulia De Nardi (Conegliano, 23 aprile 1994) è una pallavolista italiana, libero dell'AGIL.

## Carriera

### Club
Giulia De Nardi cresce pallavolisticamente nelle squadre locali della sua città natia Conegliano. Approda nella Serie A di pallavolo nel 2018-2019 giocando tra le file del Martignacco. La stagione successiva è quella del salto nella massima categoria accasandosi a Firenze nell'Azzurra Volley, ma la stagione sportiva si chiude anticipatamente a causa della Pandemia di Covid-19 con l'interruzione anticipata del campionato.
Ritorna in Seria A2 giocando per il Club Sportivo Alba nella stagione 2021-2022 mentre nella stagione successiva difende i colori del Talmassons sempre in Serie A2.
A giugno 2023 l'IGOR Novara annuncia l'acquisto e l'inserimento di De Nardi nella rosa di Serie A1 per il campionato 2023-2024 formando con Eleonora Fersino la coppia di liberi della squadra guidata da Lorenzo Bernardi, aggiudicandosi la WEVZA Cup 2023, la Challenge Cup 2023-24 e la Coppa CEV 2024-25.

## Palmarès

### Club
- Coppa CEV: 1

2024-25
- Challenge Cup: 1

2023-24